# Na Opalonym
Na Opalonym – najwyższy szczyt (579 m n.p.m.) Pasma Braniowa na terenie Pogórza Przemyskiego. Jego stoki opadają: zaś na północ – ku dolinie potoku Mszaniec, zaś na południowy zachód – ku dolinie potoku Krzywiec i położonej w niej wsi Wojtkowa.
Przez wierzchołek Na Opalonym nie przebiega żaden znakowany szlak turystyczny. Na północnych jego stokach położony jest rezerwat przyrody Na Opalonym.